# Планета обезьян: Новое царство
«Плане́та обезья́н: Но́вое ца́рство» (англ. Kingdom of the Planet of the Apes) — американский научно-фантастический боевик режиссёра Уэса Болла и сценариста Джоша Фридмана. Сиквел картины «Планета обезьян: Война» 2017 года и четвёртая часть перезапущенной франшизы «Планета обезьян». В главной роли Оуэн Тиг. В фильме также сыграли Фрейя Аллан, Кевин Дюранд, Питер Макон и Уильям Мэйси.
Начало разработке продолжения «Войны» было положено в апреле 2019 года, когда корпорация Disney купила компанию 20th Century Fox, а уже в декабре Уэс Болл получил должность режиссёра. Сценарий был подготовлен в 2020 году во время пандемии COVID-19, а кастинг стартовал в июне 2022 года. В августе Оуэн Тиг получил главную роль в ленте; месяцами позже стали известны название фильма и имена прочих актёров. Съёмки проходили с октября 2022 по февраль 2023 года в Сиднее.
«Планета обезьян: Новое царство» была выпущена в американский кинопрокат 10 мая 2024 года студией 20th Century Studios. Фильм удостоился положительных отзывов со стороны критиков, которые одобрили режиссуру, экшн-сцены, спецэффекты и игру актёров, но негативно отозвались о темпе повествования.

## Сюжет
Действие фильма происходит через 300 лет после событий «Планета обезьян: Война».
Спустя много поколений после смерти Цезаря обезьяны образовали многочисленные кланы, в то время как люди одичали. Ноа, шимпанзе из клана обезьян, практикующих соколиную охоту, готовится к церемонии совершеннолетия, собирая орлиные яйца со своими друзьями Анайей и Суной. Однако одичавший человек следует за Ноа до его поселения и случайно разбивает яйцо во время потасовки, прежде чем сбежать. В поисках нового яйца Ноа сталкивается с группой обезьян-налётчиков, использующих электрическое оружие. Пока Ноа прячется от них, обезьяны следуют за его лошадью обратно в его клан. Ноа спешит домой и обнаруживает, что его деревня горит. Ноа спешит на помощь отцу в дом, чтобы выпустить соколов из охаваченой пламенем постройки. Они вступают в схватку с лидером налётчиков Сильвой, который убивает отца Ноа, а его самого сбрасывает из окна их дома, после чего Ноа теряет сознание.
Ноа просыпается и обнаруживает, что его клан был захвачен в плен. Он хоронит своего отца и отправляется спасать своих соплеменников. В ходе путешествия к нему присоединяется орангутанг Рака, который рассказывает Ноа об учении Цезаря. Он также дарит Ноа подвеску, изображающую ставни окна на чердаке дома Цезаря, в котором он жил с Уиллом Родманом, и ставшую символом его движения за свободу обезьян. Обезьяны замечают, что за ними следует одичавшая девушка; Рака предлагает ей еду и одеяло, называя именем Нова. Когда троица встречает группу диких людей, внезапно нападают налётчики Сильвы. Ноа и Рака спасают Нову, которая, к их удивлению, может говорить. Она рассказывает, что её зовут Мэй и что налётчики увели клан Ноа в прибрежный лагерь за пределами старого человеческого убежища. Пересекая мост по пути в лагерь, герои попадают в засаду, которую устроил Сильва. В завязавшейся драке Рака спасает Мэй от гибели, но его уносит течением. Ноа и Мэй берут в плен и ведут в лагерь.
Ноа воссоединяется со своим кланом и знакомится с самопровозглашённым королём обезьян Проксимусом Цезарем. Проксимус поработил другие кланы и заставляет их пытаться открыть хранилище, чтобы получить доступ к запертым внутри человеческим технологиям. Проксимус приглашает Ноа на ужин вместе с Мэй и Тревейтаном, заключённым-человеком, который смирился со своим статусом и рассказывает Проксимусу о старом человеческом мире. Проксимус считает, что интеллект Ноа может помочь открыть хранилище, и предупреждает его, что Мэй думает только о своих интересах. Ноа требует от Мэй правды в обмен на свою помощь. Мэй раскрывает информацию о скрытом входе в хранилище и говорит, что внутри находится таинственная «книга», способная вернуть речь человечеству. Ноа соглашается помочь ей проникнуть в хранилище, надеясь уничтожить поселение Проксимуса и вернуть свой клан домой. Ноа, Мэй, Суна и Анайя тайно устанавливают взрывчатку на дамбе, окружающей поселение. Тревейтан раскрывает их заговор и намеревается предупредить Проксимуса, но Мэй убивает его.
Группа входит в хранилище, которое, как выясняется, является военным бункером, где хранятся запасы оружия, а также «книга» Мэй, которая на самом деле является электронным ключом для установления спутниковой связи. Обезьяны находят старые книжки с картинками, изображающие людей как некогда доминирующий вид и обезьян в клетках зоопарка. Когда группа выходит из бункера, они сталкиваются с Проксимусом и его соплеменниками. Одна из обезьян Проксимуса угрожает убить Суну, но Мэй пристреливает его из найденного ею пистолета. Проксимус соглашается отпустить Мэй, если она скажет им, где находится другое оружие. Мэй отказывается и приводит в действие взрывчатку, затопляя бункер с обезьянами внутри. Мэй бежит из поселения, в то время как обезьяны взбираются на возвышенность через бункер. Сильва преследует Ноа, но тот заманивает его в ловушку, и Сильва тонет. Ноа выбирается из бункера на скалу вместе со своим кланом, где на него нападает Проксимус. Ноа возглавляет свой клан, призывая орлов напасть на Проксимуса, в результате чего тот падает со скалы в бушующие волны океана и, по всей видимости, погибает.
Клан Ноа возвращается домой, чтобы отстроить своё поселение. Мэй приходит убить Ноа, пряча пистолет за спиной, но останавливается после того, как Ноа вспоминает слова орангутанга, пожертвовавшего собой, чтобы спасти её. Она объясняет, что люди заслуживают ещё одного шанса, поскольку когда-то они были доминирующим видом. Ноа сомневается, что обезьяны и люди могут мирно сосуществовать. Он срывает со своей шеи подвеску и отдаёт её Мэй. 
Пока Ноа ведёт Суну посмотреть в телескоп, который он нашёл во время своего путешествия, Мэй отправляется в поселение людей на спутниковой базе, которая находится в карантине от внешнего мира. Мэй доставляет электронный ключ к спутнику, позволяющий людям повторно активировать спутники и связываться с другими людьми по всему миру.

## В ролях
- Оуэн Тиг — Ноа: молодой шимпанзе, родившийся спустя 300 лет после смерти Цезаря[англ.][6][7];
- Фрейя Аллан — Мэй[8]: «одичавшая» девушка, присоединившаяся к Ноа в его путешествии, при этом преследуя и собственные цели[6];
- Кевин Дюранд — Проксимус Цезарь: высокомерный бонобо, правитель прибрежного клана обезьян. Ищет человеческие технологии[6][9][10];
- Питер Макон[англ.] — Рака: мудрый калимантанский орангутан и союзник Ноа[6][11];
- Уильям Х. Мэйси — Тревейтан: человек и главный советник Проксимуса[12];
- Трэвис Джеффери[13] — Анайя: шимпанзе, друг Ноа[14];
- Лидия Пекхэм[13] — Суна: самка шимпанзе, подруга Ноа[14];
- Нил Сэндилендс[англ.][13] — Коро: пожилой шимпанзе из племени Ноа[15].
- Эка Дарвилл[16] — Сильва: западная равнинная горилла, командир войск Проксимуса.

В картине снялись также Рас-Сэмюэл Вельд Аабзги, Сара Уайзман и Дичен Лакмэн.

## Создание

### Предпроизводство
В октябре 2016 года режиссёр фильмов «Планета обезьян: Революция» 2014 года и «Планета обезьян: Война» 2017 года Мэтт Ривз сообщил, что рассматривает несколько идей для четвёртого фильма перезапущенной кинофраншизы «Планета обезьян». В середине 2017 года, после релиза «Войны», Ривз и сценарист Марк Бомбэк заговорили о сиквелах. По мнению Мэтта, герой актёра Стива Зана, Плохая обезьяна, расширил мир приматов, который стал больше, чем просто команда Цезаря; режиссёр добавил, что есть обезьяны, «которые выросли без участия Цезаря», и предположил, что если обезьяны Цезаря столкнутся с чужаками, вспыхнет конфликт. Бомбэк рассудил, что «осталось написать ещё одну большую главу», объясняющую, как Цезарь «стал Моисеем в мире обезьян». По его мнению, к работе над сиквелом могут быть привлечены другие режиссёры, а события развернутся спустя сотни лет после «Войны». Чуть позже Марк уточнил, что хочет «взять паузу и немного отдохнуть» от фильмов франшизы.
В апреле 2019 года, после покупки компании 20th Century Fox, The Walt Disney Company объявила о разработке новых фильмов франшизы «Планета обезьян». В августе выяснилось, что действие будущих картин развернётся в той же вселенной, что и в «Восстании планеты обезьян» (2011). В декабре сценаристом и режиссёром стал Уэс Болл, ранее работавший с Ривзом над экранизацией Mouse Guard.
В феврале 2020 года Болл подтвердил, что в центре повествования будет «наследие Цезаря». Джо Хартвик-младший и Дэвид Старк стали продюсерами. В апреле Питер Чернин, который спродюсировал предыдущие части посредством компании Chernin Entertainment, стал исполнительным продюсером. В следующем месяце стало известно, что Джош Фридман в сотрудничестве с Боллом возьмётся за сценарий, а Рик Джаффа и Аманда Сильвер, после работы над предыдущими картинами «Планеты обезьян», вернутся к должностям продюсеров. Из-за пандемии COVID-19 Болл и Фридман работали над сценарием по видеосвязи в программе Zoom. Вместо прямого продолжения «Войны» создатели решили сделать новый фильм франшизы скорее продолжением предыдущих картин. Поскольку бо́льшая часть фильма представляет собой компьютерную графику, на тот момент Уэс готовился приступить к производству визуальной составляющей.
К марту 2022 года президент 20th Century Studios Стив Эсбелл ожидал черновой вариант сценария, а производство запланировал на конец года. В июне Oddball Entertainment и Shinbone Productions присоединились к продюсированию ленты, а вслед за завершением сценария в предыдущем месяце начался поиск исполнителя главной роли. В сентябре 2022 года поступила информация, что сюжет четвёртого фильма, получившего название «Планета обезьян: Новое царство» (англ. Kingdom of the Planet of the Apes), развернётся много лет спустя после событий «Войны». К команде сценаристов присоединились Джаффа, Сильвер и Патрик Эйсон; в списке сценаристов Уэс Болл больше не числился. Джейсон Рид стал продюсером, Дженно Топпинг — исполнительным продюсером, тогда как Старк покинул проект.
Уэс Болл поведал, что сюжет фильма охватывает «тёмные века», когда обезьяны открывают утраченные элементы прошлого в «этом грандиозном приключении»; действие «Нового царства» происходит через 300 лет после смерти Цезаря. По словам режиссёра, главный герой Ноа — не ребёнок и не взрослый, а персонаж, попавший в «необычные» обстоятельства и живущий в кочевом племени обезьян. Исполнитель роли Оуэн Тиг подчеркнул, что у Ноа нет чувства собственного достоинства, но его вдохновляет достояние Цезаря и его кредо: «обезьяны вместе — сила». Также актёр сравнил антагониста, Проксимуса, с изобретателем Томасом Эдисоном, поскольку тот заново открыл электричество, которое было утеряно в Тёмные века. Кевин Дюранд посчитал, что имя Проксимус Цезарь — это самопровозглашённый титул, поскольку цель данного персонажа — обеспечить дальнейшее развитие приматов, несмотря на разрушение учений Цезаря (схожа с событиями Римской империи, где правил Юлий Цезарь). Идея изменить хронологические рамки возникла у Болла после просмотра фильма «Апокалипсис» 2006 года; режиссёр решил задать ленте «совершенно новую траекторию». Хартвик-младший заявил, что Ноа впервые познаёт мир.

### Актёры
В августе 2022 года Оуэн Тиг получил главную роль в фильме. В следующем месяце к актёрскому составу присоединились Фрейя Аллан и Питер Макон, а в октябре — Эка Дарвилл и Кевин Дюранд. Трэвис Джеффери, Нил Сэндилендс, Сара Уайзман, Лидия Пекхэм и Рас-Сэмюэл Вельд Аабзги пополнили каст в том же месяце, Уильям Х. Мэйси в январе 2023 года и Дичен Лакмэн в феврале 2023 года.

### Съёмки
Съёмочный процесс стартовал в октябре 2022 года на студии Disney Studios Australia в Сиднее под рабочим названием Forbidden Zone (с англ. — «Запретная зона») и при финансовой поддержке правительства Австралии. Завершился 15 февраля 2023 года.

### Постпроизводство и визуальные эффекты
Эрик Винквист руководил работой над визуальными эффектами, а подрядчиком выступила компания Wētā FX, ранее работавшая над тремя предыдущими фильмами франшизы «Планета обезьян». Уэс Болл рассказал, что при создании ленты не использовалась технология The Volume, применявшаяся ранее в «Мандалорце», — упор был сделан на натурные съёмки и использование полного CG. Далее он сравнил CG-эффекты «Нового царства» с «Аватаром» Джеймса Кэмерона. При работе над сценой охоты на людей вдоль рек команда использовала методику фильма «Аватар: Путь воды» 2022 года. Это было обусловлено необходимостью придать CG-моделям обезьян, созданным путём захвата движения, реалистичный вид при взаимодействии с водой.

## Маркетинг
Тизер-трейлер появился в сети 2 ноября 2023 года. Брайан Бритт из Inverse отметил сходство фильма с оригинальной «Планетой обезьян» 1968 года. Второй трейлер был показан во время Супербоула LVIII 11 февраля 2024 года.

## Релиз
Премьера фильма «Планета обезьян: Новое царство» в США состоялась 10 мая 2024 года как в обычных кинотеатрах, так и в IMAX, Dolby Cinema, 4DX и ScreenX. Ранее релиз был назначен на 24 мая того же года, но впоследствии картину перенесли на две недели раньше, чтобы избежать конкуренции с «Фуриоса: Хроники Безумного Макса» и «Гарфилд в кино».

## Восприятие

### Кассовые сборы
Перед релизом на стриминговых площадках, фильм «Планета обезьян: Новое царство» собрал 170,5 млн долларов в домашнем прокате и 225,5 млн долларов в международном; общие сборы — 397 млн долларов.

### Оценки и отзывы
Фильм получил положительные оценки кинокритиков. По данным агрегатора Rotten Tomatoes, 
81 % из 221 обзоров были положительными, со средней оценкой 6,7 из 10. Сайт обобщает мнения критиков так: «Положив начало новой эре „Планеты обезьян“ своими обаятельными персонажами и богатым визуалом, „Новое царство“ не получает титул лучшего фильма франшизы, но полностью оправдывает своё дальнейшее владычество». На Metacritic у фильма 66 баллов из 100 на основании 48 отзывов, что соответствует «в целом благоприятным» отзывам. Зрители, опрошенные организацией CinemaScore, вручили квадриквелу оценку «B» по шкале от «A+» до «F»; у трёх предыдущих картин «A-». По результатам опроса, проведённого PostTrak, 77 % посмотревших дали «Новому царству» положительную оценку. Многие авторы отметили, что «Новое царство» обладает отличными визуальными эффектами, выдающимися актёрскими работами и первоклассным экшеном, но при этом не претендует на звание лучшего фильма в серии.
Алисса Уилкинсон, пишущая для The New York Times, назвала фильм «необычайно продуманным, даже проникновенным». Тайлер Бур из The Washington Post одобрительно высказался о визуальных эффектах, назвав созданных на компьютере приматов «поразительно гиперреалистичными»; Буру не понравились персонажи-люди — он назвал их поверхностными —, включая Мэй, которая, по его мнению, является «скорее сюжетным украшением, чем человеком». Кларисса Лафри из The Independent назвала фильм «традиционным и мощным, снятым не столько с учётом сегодняшних тенденций, сколько с опорой на полузабытые воспоминания о классических голливудских эпосах».
Чарльзу Пуллиам-Муру из The Verge не понравилась свойственная сюжету тяга к «сиквелам в будущем, а не к настоящему погружению в суть происходящего». Джейк Уилсон из The Age присудил фильму две звезды из пяти, написав: «Очевидно, это не тот фильм, который стоит воспринимать всерьёз, но при длительности почти в два с половиной часа он чересчур затянут и скучен и не может претендовать на звание веселой комедии».

## Будущее
В июне 2022 года появилась информация, что Disney и 20th Century решили сделать «Новое царство» первым фильмом новой трилогии «Планеты обезьян». Режиссёр Уэс Болл подтвердил это в декабре 2023 года, объяснив, что фильм был задуман как начало трилогии, которая «соответствует наследию» трёх предыдущих фильмов.
В октябре 2024 года глава студии 20th Century Studios Стив Эсбелл сообщил, что новый фильм «Планета обезьян» находится в разработке и выйдет в 2027 году.